# 법정추정상속인
법정 추정상속인(Heir apparent)은 상속이 기대되는 1순위 상속인을 말한다.
추정상속인(heir presumptive)은 상속이 기대되는 1순위 상속인이지만, 향후에 2순위로 내려갈 수도 있는 경우를 말하지만, 법정추정상속인(Heir apparent)은 1순위가 확정적인 경우를 말한다.
대부분의 유럽에 군주제 국가에서는 법정 추정상속인에게 공식적인 황태자(Crown Prince) 직함을 부여한다. 네덜란드는 Prince of Orange, 스페인은 Prince of Asturias, 영국은 Prince of Wales(프린스 오브 웨일스), 프랑스는 le Dauphin(도팽)이라는 공식직함을 갖는다.

## 흑거미 편지
상속권이 아니라 단순히 상속기대권을 가진 영국의 웨일스 공(Prince of Wales)은 수십년 동안 이미 영국의 국정에 개입하고 있다. 프린스 오브 웨일스는 웨일스의 왕자라는 뜻이지만, 한국에서는 웨일스 공이라고 자주 부르는데, 웨일스 공작이라는 의미이다. 공작 (작위)은 귀족 오등작 중 첫번째 작위로서, 조선시대에는 대군이라고 불렀다. 2018년 건조될 계획인 영국의 최신형 항공모함 이름도 en:HMS Prince of Wales (R09)이고, 홍차 브랜드명도 프린스 오브 웨일스이 있는 등, 영국 국민들이 좋아하는 명칭이다.
찰스 황태자의 필체가 흑거미를 연상시키는 악필이라는 이유에서 '흑거미 편지'로 불리는데, 영국 국정 전반에 대해, 의사표시를 장관들에게 보내면, 장관이나 보좌관이 찰스 황태자의 의견을 반영한 통치를 하여 그 결과를 답장으로 보내는 방식으로 소통해 왔다.
2015년 현재 64년째 황태자인 찰스 황태자는 국정 개입을 좋아해서 '참견꾼 찰스'라는 별명도 있다. 매우 자주 국정에 개입하지는 않고, 토니 블레어 정부 10년 동안 장관들에게 27통의 흑거미 편지를 보냈다. 1년에 3번 정도 의사표시를 한 셈이다.
영국왕은 한국으로 치면 직무정지 중인 대통령의 지위와 같아서, 형식만 국가원수이고, 실질은 영국총리가 국가원수이다. 그런데, 영국왕도 아니고 단순히 상속기대권을 가진 지위에 있는 영국 황태자가 수십년 동인 영국 1급 기밀 보고서를 모두 받아왔다. 이에 대해 군주제 폐지론자 등이 비판을 하자, 영국 내각 대변인은 "왕과 왕위 계승자가 내각 회의록을 받는 것은 오랫동안 이어져 온 관행"이라고 밝혔다. 영국 왕실은 헌법에서 정해진 역할에 따른 정당한 행위라고 해명했다.
상속기대권자라고 법적으로 전혀 아무런 권한이 없는 게 아니며, 상속권자와 거의 동등한 법적인 권한을 가졌을 수도 있음을 영국 찰스 황태자 사례에서 알 수 있다.

## 패리스 힐튼
2010년 포브스지가 선정한 세계의 억만장자 상속녀 순위에서 1위는 패리스 힐튼이다. 힐튼 호텔 상속녀라고 자주 부른다. 그러나 현재 상속을 받은 것은 아니고, 단순히 상속기대권을 가진 상태일 뿐이다. 증조부 콘래드 힐턴이 힐튼 호텔을 세웠고, 조부 배런 힐턴이 현재 힐튼 호텔 그룹 회장임에도, 언론에서는 "호텔 상속녀"라고 불러서, 이미 상속을 받은 것처럼 표현하나, 상속기대권자이지 상속권자가 아니다. 패리스 힐튼은 도널드 트럼프 회사에서 모델일을 시작했다. 2010년 포브스 선정 전세계 상속녀 2위는 이방카 트럼프였다. 역시 상속기대권자다.

## 같이 보기
- 추정상속인
- 기대권